# Уткін Олексій Олександрович
Уткін Олексій Олександрович  (24 березня 1891 — 30 січня 1965) — радянський художник кіно. Заслужений діяч мистецтв РРФСР (1950).

## З життєпису
Закінчив Московське Строгановське училище (1912). З 1926 р. працював у Москві.
Починаючи з 1912 року, оформив понад 60 кінофільмів, серед яких: «Життя Івана Грозного» (1912), «Живий труп» (1918), «Мовчи, сум, мовчи» (1918), «Аеро НТ-54» (1925), «Булат Батир» (1927), «Капітанська дочка» (1928), «Останній атракціон» (1929), класика радянської музичної кінокомедії «Веселі хлоп'ята» (1934), «По щучому велінню» (1938), «Мінін і Пожарський» (1939), «Горбоконик» (1941), «О 6 годині вечора після війни» (1944, у співавт.), «Зустріч на Ельбі» (1949), «Композитор Глінка» (1952) та ін.
Також оформив українські фільми: «Оповідання про сімох повішених» (1924), «Укразія» (1925), «Цемент» (1927, у співавт. з Б. Ердманом), «Дочка моряка» (1941).